# Rainer Leschke
Rainer Leschke (* 4. Juli 1956) ist ein deutscher Germanist und Medienwissenschaftler.

## Leben
Leschke studierte Germanistik und Philosophie an der Ruhr-Universität Bochum. 1986 wurde er mit einer Arbeit zu hermeneutischen Reaktionen auf den Poststrukturalismus promoviert; für die Arbeit wurde er von der Universität Bochum mit dem Wissenschaftspreis ausgezeichnet. Er lehrt(e) an den Universitäten Bochum, Klagenfurt, Innsbruck und Siegen, zuletzt als außerplanmäßiger Professor (apl.) an der Universität Siegen.
1998 habilitierte sich Leschke in Medienwissenschaften/Neuerer deutscher Literaturwissenschaft mit einer Arbeit zu den „Reproduktionszyklen der Literatur“. Schwerpunkte seiner Publikationen sind Fragen zur Theorie der Geisteswissenschaften, insbesondere der Medientheorie, der Medienmorphologie, der Medienethik und -ästhetik.

## Schriften
- Einführung in die Medienethik. Fink, München 2001, ISBN 3-7705-3592-8.
- Einführung in die Medientheorie. Fink, München 2003, ISBN 3-7705-3789-0 – „[…] das wohl derzeit überzeugendste strukturelle Ordnungsmodell der Medientheorien und deren Generierung […]“ (Sven Grampp und Jörg Seifert: „Die Ordnungen der Medientheorien: Eine Einführung in die Einführungsliteratur“).[2]
- Formen der Figur. Figurenkonzepte in Künsten und Medien. Hrsg. zusammen mit Henriette Heidbrink. UVK Verlag, Konstanz 2010, ISBN 978-3-86764-086-2.
- Medien und Formen. Zu einer Morphologie der Medien. UVK Verlag, Konstanz 2010, ISBN 978-3-86764-185-2.
- Medienwissenschaft hörbar. Eine akustische Einführung (= MuK Bd. 159). Fachbereich 3 der Universität Siegen, Siegen 2006.
- Spielformen im Spielfilm. Zur Medienmorphologie des Kinos nach der Postmoderne. Hrsg. zusammen mit Jochen Venus. Transkript, Bielefeld 2007, ISBN 978-3-89942-667-0.